# Relapse Records
Relapse Records — независимый лейбл звукозаписи. Основан в 1990 году Мэтью Ф. Якобсоном. Расположен в городке Аппер Дерби Тауншип, в штате Пенсильвания, США.

## История[1]
В августе 1990 года Мэтью Ф. Джексон решил открыть звукозаписывающий лейбл. Вначале помещение лейбла располагалось в подвале дома его родителей, в городке Орора, Колорадо. Первые два релиза лейбла были 7-дюймовыми синглами малоизвестных групп Velcro Overdose и Face of Decline. Следом были выпущены релизы групп, игравших в стиле дэт-метал, которые были в то время большими именами на андеграундной сцене США: Deceased, Suffocation и Incantation.
Якобсон не хотел, чтобы название лейбла как-то ограничивало жанры выпускаемой музыки, поэтому он отказался от явно металистских или хардкорных названий в стиле «Metal Head Records» или «Kill your mom Records», и выбрал слово «relapse», что было довольно нейтральным, хотя и мрачным выбором (на русский язык оно переводится как рецидив болезни, повторное ухудшение состояния больного).
После этого Якобсон знакомится с Вильямом Юркевичем мл., который становится его партнёром по лейблу. Объединение придало импульс работе лейбла, и на нём вышли релизы групп General Surgery, Disrupt, Destroy!, Misery и собственной группы Юркевича Exit-13. Определилось основное направление работы лейбла: выпуск высококачественной экстремальной музыки.
В 1991 году лейбл переехал в городок Миллерсвиль, Пенсильвания. Мини-альбом Human Waste группы Suffocation получил отличные отзывы критиков. Затем последовали заключения контрактов с группами Mortician и Amorphis.
В 1992 лейбл продолжил развиваться. Якобсон и Юркевич были большими фанатами экспериментала, индастриала, эмбиента и нойза. Они решили открыть дочерний лейбл, который бы занимался данными жанрами, и назвали его «Release Entertainment». Стремительно развивалось направление почтовой рассылки, и скоро Relapse Recors стал крупным дистрибьютором андеграундной музыки в Соединённых Штатах.
Качественный скачок в развитии лейбла произошёл, когда в 1994 году Amorphis выпустили ставший ныне классическим альбом Tales from the Thousand Lakes. Альбом разошёлся по всему миру в количестве более чем 100 000 копий, и перевёл лейбл из разряда молодых компаний в категорию успешных развивающихся предприятий.
В 1995-1996 годах развитие лишь ускорилось. Поворотной точкой стало подписание контракта с группой Neurosis, авторитетным коллективом панк- и хардкор-сцены. Лейбл перестал ассоциироваться лишь с дэт-метал и грайндкор направлениями. В 1996 году Relapse Records стал выпускать журнал Resound Music Resource Guide. Это дало возможность фанатам получать прямой и быстрый доступ к информации об их любимых группах через интервью и музыкальные обзоры. Издание также было почтовым каталогом, в котором можно было заказать выпускаемые лейблом релизы. В до-интернетовскую эру это было серьёзным шагом вперёд для компании.
В 1997 году лейбл открыл офис дистрибуции в Берлине. В этот период развития Relapse Recors начал спонсировать множество ежегодных крупных музыкальных фестивалей по всему США, таких как «The New England Metal Festival» и «Hardcore Festival», «Milwaukee Metalfest» и нью-джерсийский  «March Metal Meltdown». На фестивалях лейбл даже содержал именную сцену «Relapse Stage», на которой выступало множество разнообразных группы. Лейбл также взял на себя функцию распространения информации о фестивалях экстремальной музыки, так как узнать о готовящемся событии, списке выступающих групп, билетах и прочем — в до-интернетовскую эпоху тоже было нетривиальной задачей.
В пятницу, первого июня 2001 года, в Филадельфии, на углу Четвёртой и Южной улиц, лейбл открыл свой первый розничный магазин «Relapse store».
В 2003 году, 18-19 января лейбл провёл свой первый именной музыкальный фестиваль. Он прошёл в театре «Trocadero Theatre», в Филадельфии и назывался «Relapse Contamination Festival». На нём выступило множество известных групп, подписанных лейблом, таких как Mastodon, The Dillinger Escape Plan, Neurosis, Pig Destroyer, Burnt by the Sun и многих других. Концерт записывался по технологии 5.1 Surround Sound, снимался семью камерами, и позже вышел на 2x DVD.
В марте 2004 известный ежемесячный музыкальный журнал Alternative Press выпустил список «25 наиболее значимых групп метала», основанный на мнениях музыкантов, журналистов и экспертов. Шесть групп из этого списка выпускались на Relapse Records; это были Mastodon, The Dillinger Escape Plan, Neurosis, Pig Destroyer, High on Fire и Nile.
В 2010 году лейбл объявил о подписании соглашения с адвокатом Эриком Грейфом и компанией «Perseverance Holdings Ltd.», являющимися владельцами прав на музыкальное наследие группы Death, о перевыпуске альбомов группы, являющейся основоположником жанра дэт-метала.
4 августа 2011 года компания объявила о подписании партнёрства на условиях PWYW (плати-сколько-хочешь, технология, позволяющая покупателю самому выставить любую цену, которую он согласен заплатить за товар) с канадским лейблом Moshpit Tragedy Records. Последний должен был выставлять на продажу раз в неделю какой-либо альбом из каталога Relapse Records на своём сайте MoshpitTragedy.com.

## Музыкальные стили лейбла
«Relapse Records» специализируется на различных стилях метала. В последние годы, в связи с возросшей популярностью метала, лейбл стал более узнаваем, перестал быть полностью андеграундным и можно даже сказать, что попал в мейнстрим. Музыканты, подписанные лейблом, попадают на обложку журнала «Kerrang!», их видеоклипы появляются на музыкальных ТВ-каналах, а альбомы оказываются в таких чартах как «Billboard 200».
Жанры экстремальной музыки, в которых работают музыканты лейбла, крайне разнообразны: от стоунер-рока и хардкор-панка через грайндкор и дэт-метал до трэш-метала и дума. Хотя большинство музыкантов лейбла играют экстремальную музыку, лейблом были выпущены несколько альбомов в таких жанрах, как математический рок, шугейзинг и спейс-рок.

## Музыканты лейбла
На лейбле «Relapse records» за два с половиной десятилетия его существования записывалось огромное количество групп и музыкантов экстремальной сцены. Среди них можно отметить таких известных, как
«Suffocation», «Obituary», «Neurosis», «Brutal Truth», «The Dillinger Escape Plan», «Anal Cunt», «Merzbow», «Mastodon», «Mortician», «Nile». Также лейбл является лицензированным дистрибьютером других лейблов на североамериканском рынке. Нельзя не отметить и деятельность лейбла по переизданию альбомов некоторых групп, изначально записанных на других лейблах. В первую очередь это наследие группы «Death» и персонально Чака Шульдинера; в частности, лейбл переиздаёт альбомы группы «Control Denied».

## Внешние ссылки
- relapse.com — официальный сайт Relapse Records
- Каталог «Relapse Records» на сайте Bandcamp.
- Elliott Sharp. Relapse Records Celebrates Its 21st Birthday. Philadelphia Weekly (17 августа 2011). Дата обращения: 26 октября 2015. Архивировано из оригинала 19 августа 2012 года.